# Dukes de Duquesne
Pour les articles homonymes, voir Dukes.
Les Dukes de Duquesne sont le club omnisports universitaire de l'université Duquesne de Pittsburgh, en Pennsylvanie. Les Dukes concourent dans la Division I de la National Collegiate Athletic Association (NCAA) en tant que membres de la Atlantic 10 Conference. Le football américain et le bowling, cependant, participent à la Northeast Conference.

## Sports à l'université
Membre de la Conférence Atlantic 10, l'université Duquesne parraine des équipes dans six sports de la NCAA pour les hommes et onze sports pour les femmes.
| Équipes masculines | Équipes féminines |
| ------------------ | ----------------- |
| Athlétisme         | Athlétisme        |
| Basket-ball        | Aviron            |
| Cross-country      | Basket-ball       |
| Football           | Bowling           |
| Football américain | Crosse            |
| Tennis             | Cross-country     |
|                    | Football          |
|                    | Natation          |
|                    | Tennis            |
|                    | Volley-ball       |

### Basketball
L'équipe de basket-ball masculine des Dukes (en) a connu un grand succès au fil des années, jouant à deux reprises lors de matchs de championnat national dans les années 1950 et remportant le National Invitation Tournament en 1955. Les Dukes jouent chaque année contre leur rival, les Panthers de l'université de Pittsburgh. L'entraîneur actuel est Keith Dambrot, qui a été embauché au printemps 2017.
L'équipe féminine de basket-ball des Dukes joue également chaque année contre l'université de Pittsburgh dans la version féminine du City Game.

### Football américain
Duquesne a joué au football américain de 1891 à 1894, de 1896 à 1903, de 1913 à 1914 et de 1920 à 1928, dans la division I de la NCAA (FBS) de 1929 à 1942 et de 1947 à 1950, toujours en tant que club de 1969 à 1978, dans la division III de la NCAA de 1979 à 1992 et dans la division I de championnat de football (FCS) de 1993 à nos jours. Les Dukes ont remporté ou partagé 16 championnats de conférence au cours des 25 dernières années.